# 2432 Soomana
2432 Soomana eller 1981 FA är en asteroid i huvudbältet som upptäcktes den 30 mars 1981 av den amerikanske astronomen Edward L.G. Bowell vid Anderson Mesa Station. Namnet betyder Stjärntjej på Hopi..
Asteroiden har en diameter på ungefär 7 kilometer.